# Aconitum bracteolatum
Aconitum bracteolatum är en ranunkelväxtart som beskrevs av Lucien André Andrew Lauener. Aconitum bracteolatum ingår i släktet stormhattar, och familjen ranunkelväxter. Inga underarter finns listade i Catalogue of Life.